# フィアット・ビアッジオ
ビアッジオ（viaggio、中国語: 菲翔）とは、FCA（フィアット）と、広州汽車集団の合弁企業である、GAC FCAが製造、販売する4ドアスポーツセダンである。

## 概要
FCAグループのワールド・カー・プロジェクトの一環の中国市場専用モデルとして開発。2012年4月に開催された北京モーターショーで世界初公開された。中国の自動車メーカーである広州汽車集団との合弁企業である、GAC FCAで開発された。2012年6月に中国の長沙工場で生産を開始し、フル稼働時には年間30万台の生産が可能である。2013年には、ビアッジオのハッチバック版であるフィアット・オッティモが発表された。

## 歴史

### 初代（2012年- ）
2012年4月、北京モーターショーで世界初公開され、同年6月に生産開始。
2013年、ビアッジオのハッチバック版である、オッティモが発表。